# Дзвинячка
Дзвинячка (укр. Дзвинячка) — село в Мельнице-Подольской поселковой общине Чортковского района Тернопольской области Украины.
До 2020 года входило в Борщёвский район.
Код КОАТУУ — 6120883601. Население по переписи 2001 года составляло 1059 человек.

## Географическое положение
Село Дзвинячка находится на правом берегу реки Дзвина,
ниже по течению на расстоянии в 1 км расположено село Урожайное.
Через село проходит автомобильная дорога Т-2002.

## История
- Село основано во 2-й половине XVI века.
- С 1964 до 1991 года село носило название Коммунаровка[2].

## Экономика
- Сельскохозяйственное ООО «Дзвинячка».

## Объекты социальной сферы
- Школа.
- Клуб.
- Фельдшерско-акушерский пункт.

## Религия
- Церковь Успения.